# 大阪市立立葉小学校
大阪市立立葉小学校（おおさかしりつ たてばしょうがっこう）は、かつて大阪府大阪市浪速区立葉二丁目にあった公立小学校。2014年閉校した。

## 沿革
旧西成郡難波村で2番目の小学校として、難波小学校（大阪市立難波元町小学校の前身校）より分離する形で1890年に開校した。校名は西側簡易小学校の名称を経て、難波第二尋常小学校となった。1900年に現在地に移転している。
難波地域の小学校では1921年、従来の「難波＋創立順の番号」の校名をやめ、「難波＋学校所在地の地名」とする改称を地域で一斉に実施した。これにより同年に難波立葉尋常小学校へと改称した。
また地域の児童数の増加に伴い、1921年に芦原小学校（1946年廃校）を分離している。
1941年には国民学校令の実施により、従来の尋常小学校・高等小学校は国民学校に改編されることになった。難波地区の各小学校では国民学校への改編の際、校名について「難波」の冠称を廃止し、「難波○○尋常小学校」から「○○国民学校」へと変更する措置を一斉におこなった。これに伴い立葉国民学校と称した。
太平洋戦争の戦局が悪化したことに伴い、1944年には学童集団疎開を実施することになった。集団疎開は当時の大阪市全域の国民学校で実施され、各行政区ごとに疎開先の府県・地域が割り当てられた。浪速区の国民学校は滋賀県への集団疎開が割り当てられ、立葉国民学校は滋賀県甲賀郡石部町・三雲村・岩根村（いずれも現在の湖南市）へと疎開を実施している。
1945年3月13日の第一次大阪大空襲では校舎を半焼する被害を受けた。また戦災で地域が大きな被害を受けたため、1946年に近隣の桜川・芦原の2小学校を統合した。
学制改革により、1947年に大阪市立立葉小学校となった。
地域の児童数の減少に伴い、学校規模の適正化が打ち出された。大阪市立立葉小学校と大阪市立塩草小学校の統合の話が具体化し、2014年3月31日付で立葉小学校は閉校となった。翌2014年4月1日付で、従来の塩草小学校を大阪市立塩草立葉小学校に校名変更したうえで、立葉小学校を統合した。

### 統合校
旧・桜川国民学校は、1908年5月15日に大阪市難波第七尋常小学校として創立した。難波小学校より分離して開校している。1921年に大阪市難波桜川尋常小学校と改称し、また1941年に大阪市桜川国民学校と改称した。1944年以降の学童疎開では、滋賀県滋賀郡小松村・木戸村（いずれものちの志賀町・現大津市）への疎開を実施している。1945年の大阪大空襲では校舎被災は免れたものの、校区に重大な被害を受けた。
旧・芦原国民学校は、1921年大阪市難波第九尋常小学校として創立し、直後に大阪市難波芦原尋常小学校と改称した。1941年大阪市芦原国民学校と改称した。1944年以降の学童疎開では、滋賀県栗太郡葉山村（現栗東市）への疎開を実施している。1945年3月の大阪大空襲では校舎を半焼した。
桜川・芦原の両校とも、太平洋戦争の戦災に伴う学校・校区の被害により、立葉国民学校に統合される形で1946年に廃校となった。
桜川国民学校の跡地は、校舎を米軍に接収された大阪市立大学が仮校舎として使用し、次いで大阪市立浪速西中学校（現・難波中学校）へと転用された。難波中学校が現在地に移転したのち、UR都市機構桜川住宅となっている。また芦原国民学校の跡地は東洋紙業となっている。

### 年表
- 1890年1月19日 - 西成郡西側簡易小学校として創立。
- 1893年4月1日 - 西成郡難波第二尋常小学校と改称。
- 1900年9月13日 - 現在地に移転。
- 1897年 - 大阪市への編入に伴い、大阪市難波第二尋常小学校と改称。
- 1908年5月15日 - 大阪市難波第七尋常小学校（1921年難波桜川尋常小学校、1941年桜川国民学校）が開校。
- 1921年4月1日 - 大阪市難波立葉尋常小学校と改称。
- 1921年6月1日 - 大阪市難波芦原（難波第九）尋常小学校を分離（1941年芦原国民学校）。
- 1941年4月1日 - 国民学校令により、大阪市立葉国民学校と改称。
- 1944年 - 滋賀県へ集団疎開。
- 1945年3月13日 - 大阪大空襲により立葉・芦原の各校の校舎半焼。
- 1946年4月1日 - 大阪市桜川国民学校、大阪市芦原国民学校を統合。
- 1947年4月1日 - 学制改革により、大阪市立立葉小学校と改称。
- 2014年3月31日 - 閉校。塩草立葉小学校に統合。

## 跡地
跡地は、大阪市の学校関係の事務所として、校園営繕園芸事務所と学校業務サービスセンターが設置されている。

## 通学区域
- 大阪市浪速区 芦原1丁目、芦原2丁目（大半地域）、稲荷2丁目（一部）、木津川1丁目、木津川2丁目（一部）、久保吉1丁目（一部）、久保吉2丁目、桜川2丁目（一部）、桜川3丁目・4丁目、立葉1丁目・2丁目。

卒業生は大阪市立難波中学校に進学していた。

## 交通
- 南海汐見橋線 汐見橋駅、阪神なんば線 桜川駅 南へ約500m。
- 南海汐見橋線 芦原町駅 北へ約700m。
- 地下鉄千日前線 桜川駅 南西へ約700m。
- 大阪環状線 芦原橋駅 北西へ約800m。
- 大阪市営バス 大浪橋東詰バス停、立葉バス停。